# Koninklijke Luchtmacht
Die Koninklijke Luchtmacht (deutsch: Königliche Luftstreitkräfte) der Niederlande, kurz KLu, ist eine der vier niederländischen Teilstreitkräfte. Die Luftstreitkräfte werden von einem Generalleutnant geführt, aktuell Dennis Luyt, und haben eine Stärke von etwa 8300 Personen (inklusive Zivilangestellter), davon 6400 Soldaten und 800 Reservisten.

## Geschichte

### Anfänge
Die Königlichen Luftstreitkräfte sind die jüngste Teilstreitkraft der Niederländischen Streitkräfte. Anfangs verfügten die Niederlande nur über Luftverbände der Armee (Luchtvaartafdeeling oder abgekürzt LVA), die im Juli 1913 auf dem Militärflugplatz Soesterberg gegründet wurden. 1913 hatte dieser Heeresteil lediglich ein (geliehenes) Flugzeug im Einsatz, die Brik, das wenige Monate später durch drei französische Farman ergänzt wurde. Im Ersten Weltkrieg (1914–1918) wurden vor allem Aufklärungs- und Navigationsflüge durchgeführt.
Nach dem Ende des Krieges wurden die Verteidigungsausgaben in ganz Europa wieder gesenkt, was auch vor den Luftstreitkräften der Niederlande nicht Halt machte. In dieser Zeit, zwischen den Jahren 1919 und 1940, entstand das erste Kunstflugteam, übersetzt „fünf Finger einer Hand“ genannt. Die Ausrüstung bestand unter anderem aus 56 Maschinen des Typs Fokker C.I und 20 Einsitzern des Typs Fokker D.VII, ergänzt durch einige wenige Fokker C.5. Diese Maschinen bildeten bis zum deutschen Überfall 1940 das Rückgrat der niederländischen Luftstreitkräfte.

### Zweiter Weltkrieg
Im Zweiten Weltkrieg (1939–1945) bestand die Fluggeräte-Ausrüstung der niederländischen Luftstreitkräfte aus Mustern vorwiegend einheimischer Produktion. Die insgesamt rund 140 Flugzeuge waren auf fünf Stützpunkten (Amsterdam-Schiphol, De Kooy, ’s-Gravenhage, Bergen und Rotterdam-Waalhaven) stationiert und unterstanden hauptsächlich dem Commando Luchtverdedeging („Kommando Luftverteidigung“). Die niederländische Führung hatte sich ab 1939 darum bemüht, ihre Luftstreitkräfte mit ausländischen Flugzeugmustern auszurüsten. Die meisten der in den USA bestellten Flugzeuge konnten aber nicht mehr rechtzeitig vor der deutschen Invasion ausgeliefert werden und wurden nach Großbritannien oder Niederländisch-Indien weitergeleitet.
Bereits in den ersten Tagen des deutschen Angriffs gelang es den Deutschen, einen großen Teil der in den Niederlanden stationierten Maschinen (vorwiegend am Boden) zu zerstören, allerdings nicht ohne dabei selbst erhebliche Verluste hinzunehmen. In den Niederlanden war zwar registriert worden, dass eine große Anzahl deutscher Flugzeuge das Land überflog, man ging aber davon aus, dass wie bereits im Ersten Weltkrieg hier nur die Neutralität des Landes verletzt würde, um in diesem Falle Großbritannien anzugreifen; letztendlich stellte dies jedoch den Angriff auf alle Flugplätze dar, auf denen die niederländischen Luftstreitkräfte ihre Flugzeuge disloziert hatten. Insbesondere die Fokker D.XXI und Fokker G.I erwiesen sich als ernstzunehmende Gegner. Als die Niederlande am 15. Mai kapitulierten, waren nur noch etwa 25 % ihres Anfangsinventars übrig geblieben, die niederländische Luftstreitkräfte selbst konnten 345 Flugzeuge zerstören, davon 222 Junkers Ju 52, was zu diesem Zeitpunkt etwa 75 % der Transportflotte ausmachte.
Die Kolonie Niederländisch-Indien unterhielt eigene Luftstreitkräfte, die Militaire Luchtvaart van het Koninklijk Nederlands-Indisch Leger (ML-KNIL, „Militärluftfahrt der Königlich-Niederländisch-Indischen Armee“), die zahlenmäßig stärker waren als die Luftstreitkräfte im Mutterland. Die in Niederländisch-Indien eingesetzten Flugzeuge erfuhren deutlich geringere Verluste und setzten den Kampf gegen Japan im Pazifikkrieg fort. Nachdem die Kolonie im März 1942 von den Streitkräften Japans überrannt worden war, kämpfte das verbliebene niederländische Personal in Australien auf Seiten der Alliierten weiter und wurde mit vorwiegend amerikanischen Flugzeugen ausgestattet.
Die folgenden Tabellen zeigen eine Übersicht über die Ausrüstung der Niederländischen Luftstreitkräfte im Zweiten Weltkrieg:
Im Frühjahr 1940 im Mutterland stationiert:
| Flugzeug        | Herkunftsland      | Typ / Einsatzbereich              | Baujahr | Verfügbare Stückzahl     |
| --------------- | ------------------ | --------------------------------- | ------- | ------------------------ |
| Douglas DB-8    | Vereinigte Staaten | Leichter Bomber                   | 1934    | 18                       |
| Fokker C.V      | Niederlande        | Aufklärung und Bodenunterstützung | 1925    | 36                       |
| Fokker C.X      | Niederlande        | Aufklärung und Bodenunterstützung | 1933    | 20                       |
| Fokker D.XXI    | Niederlande        | Jagdflugzeug                      | 1936    | 36                       |
| Fokker G.I      | Niederlande        | Schweres Jagdflugzeug             | 1937    | 27                       |
| Fokker T.V      | Niederlande        | Mittelschwerer Bomber             | 1937    | 16 (nur 9 einsatzbereit) |
| Fokker T.VIII-W | Niederlande        | Torpedobomber                     | 1938    | 11                       |
| Koolhoven FK.51 | Niederlande        | Trainingsflugzeug                 | 1935    | 59                       |
| Koolhoven FK.52 | Niederlande        | Aufklärung und Bodenunterstützung | 1937    | 5                        |

Von 1940 bis zur Eroberung durch Japan im Frühjahr 1942 in Niederländisch-Indien stationiert:
| Flugzeug             | Herkunftsland          | Typ / Einsatzbereich  | Baujahr | Verfügbare Stückzahl |
| -------------------- | ---------------------- | --------------------- | ------- | -------------------- |
| Brewster B-339       | Vereinigte Staaten     | Jagdflugzeug          | 1939    | 72                   |
| Curtiss H-75         | Vereinigte Staaten     | Jagdflugzeug          | 1939    | 20                   |
| Curtiss-Wright CW-21 | Vereinigte Staaten     | Jagdflugzeug          | 1939    | 25                   |
| Glenn-Martin 139     | Vereinigte Staaten     | Mittelschwerer Bomber | 1932    | 117                  |
| Hawker Hurricane     | Vereinigtes Königreich | Jagdflugzeug          | 1936    | 24                   |
| Koolhoven FK.51      | Niederlande            | Trainingsflugzeug     | 1935    | 59                   |

Bestellte Flugzeuge, die nicht ausgeliefert wurden (umfasst Bestellungen für die Streitkräfte in den Niederlanden und in den Kolonien):
| Flugzeug        | Herkunftsland      | Typ / Einsatzbereich  | Baujahr | Bestellte Stückzahl |
| --------------- | ------------------ | --------------------- | ------- | ------------------- |
| Brewster SB2A   | Vereinigte Staaten | Sturzkampfbomber      | 1939    | 162                 |
| Douglas DB-7C   | Vereinigte Staaten | Mittelschwerer Bomber | 1939    | 48                  |
| Koolhoven FK.58 | Niederlande        | Jagdflugzeug          | 1939    | 36                  |

Nach der Besetzung der Niederlande wurden innerhalb der Royal Air Force drei niederländische Staffeln aufgestellt, die 320., 321. und 322. Staffel, die nach dem Krieg in die niederländischen Luftstreitkräfte überführt wurden, wobei letztere, nachdem sie sich nach Ende des Krieges noch einige Zeit in Wunstorf aufgehalten hatte, noch heute aktiv ist.

### Kalter Krieg
Während des Kalten Krieges waren die Luftstreitkräfte der Niederlande in das Luftverteidigungssystem der NATO als Teil der Second Allied Tactical Air Force (2ATAF) eingebunden. Als Kampfflugzeuge wurden zu dieser Zeit zunächst Maschinen des Typs Lockheed F-104 Starfighter eingesetzt, in einigen Staffeln auch Northrop NF-5. ab 1979 begann die Umrüstung auf die noch heute verwendeten General Dynamics F-16. Daneben wurden mehrere Flugabwehreinheiten mit dem Waffensystem HAWK aufgestellt, das später mit dem System MIM-104 Patriot modernisiert wurde.

### Nach 1990
Nach dem Ende des Kalten Krieges wurde die niederländischen Luftstreitkräfte modernisiert und nicht mehr benötigte Militärflugplätze geschlossen, wie etwa in Ypenburg. Auch die Flotte der Transportflugzeuge, bisher auf Kurzstreckentransporte innerhalb der Niederlande und ins nahe europäische Ausland ausgelegt und zu diesem Zweck mit Fokker F-27 ausgerüstet, durch den Kauf von vier Hercules-Transportern aufgewertet. Die ersten Besatzungen waren dabei von 1994 bis Ende 1995 im belgischen Melsbroek stationiert, um von den dortigen Transportfliegern Erfahrungen abschöpfen zu können. Die Transportflugzeuge unterstehen mittlerweile dem European Air Transport Command in Eindhoven.
Zum Einsatz kam sie während der Operation Allied Force, der Operation Enduring Freedom sowie dem NATO-Einsatz in Afghanistan. Mit ihrem Solo Display Team unterhalten die niederländischen Luftstreitkräfte seit 1979 eine Kunstflugstaffel, die mit Einzelvorführungen von Kampfflugzeugen das Können der Piloten und die Leistungsfähigkeit der Luftstreitkräfte unter Beweis stellen soll.

#### Joint Falcon/Allied Force in Kosovo
Am 24. März 1999 begann offiziell die NATO-Mission Allied Force. Von den mehr als 37.000 Missionen, die während Allied Force geflogen wurden, nahmen niederländische Flieger 1194 (mehr als 7,5 %) auf sich. Kurz nach dem Beginn der Operation wurde eine jugoslawische MiG-29 von einer niederländischen F-16AM abgeschossen. In späteren Phasen waren die niederländischen Luftstreitkräfte auch an Luftangriffen auf Ziele am Boden beteiligt.

#### Operation Enduring Freedom und NATO-Einsatz in Afghanistan
Im Oktober 2002 wurde ein multinationales Geschwader von 18 niederländischen, dänischen und norwegischen F-16 sowie ein niederländischer KDC-10-Tanker auf die Manas Air Base in Kirgisistan verlegt. Im Februar 2006 wurden vier niederländische sowie vier norwegische F-16 im 1st Netherlands-Norwegian European Participating Forces Expeditionary Air Wing (1 NLD/NOR EEAW) zusammengefasst. 2006 beteiligten sich die niederländischen Luftstreitkräfte mit sechs F-16, sechs Eurocopter Cougar und sechs AH-64-Angriffshubschraubern an der NATO-Offensive in Süd-Afghanistan. Am 31. August 2006 starb ein niederländischer Pilot, als sein Flugzeug in Helmand abstürzte.

#### Zeit seit der Jahrtausendwende
Die Niederlande waren von Anfang an am Programm der F-35 von Lockheed Martin beteiligt, die eine Ausschreibung gegen den Eurofighter, die Rafale, die F/A-18, die F-16E/F sowie die schwedische Saab JAS-39 Gripen gewann. Zunächst sollten nur 30–36 F-35A sollen gekauft werden. Nach Beginn des russischen Angriffskriegs auf die Ukraine 2014 wurde die Bestellung in mehreren Schritten auf zuletzt 2024 58 Exemplare erhöht. Die erste für die Niederlande bestimmte Maschine des neuen Typs landete am 23. Mai 2016 zum ersten Mal auf dem Fliegerhorst in Leeuwarden. Die Außerdienststellung der zuvor genutzten F-16 erfolgte 2024.
Die niederländische Verteidigungsministerin Jeanine Hennis-Plasschaert gab am 21. November 2013 bekannt vier MQ-9-Drohnen zu beschaffen wollen. Die Auslieferung der schließlich erst 2018 bestellten Drohnen begann 2022. Die Drohnen sind unbewaffnet und dienen der Aufklärung an der NATO-Ostflanke.

## Zusammenarbeit der Beneluxstaaten
In Anlehnung an die Kooperation im Bereich der Marine (BeNeSam) beabsichtigen die Regierungen der Benelux-Staaten, die Zusammenarbeit im Bereich der Luftwaffe zu intensivieren. Nachfolgend einige Projekte und Vereinbarungen, die sich aus dieser Zusammenarbeit ergeben haben:
- Oktober 2013 – Unterzeichnung eines belgisch-niederländischen Abkommens über ein Austauschprogramm für Piloten und über die Einrichtung einer „Belgisch-Niederländischen Koordinationszelle“ (BENECC) zur Koordinierung der Ausbildung und des Einsatzes der Hubschraubereinheiten. Beide Länder hielten bereits gemeinsame Übungen ab. Auch mit dem Austausch von Schülern für die Ausbildung von Kampfflugzeugpiloten wurde begonnen. Die gemeinsame Ausbildung am und die gemeinsame Wartung des NH-90-Hubschraubers wurde weiter ausgebaut.
- Februar 2014 – Gründung der NH-90 National Logistics Cell (BNLC) auf dem Militärflugplatz Woensdrecht, mit der die Niederlande und Belgien versuchen, die Kosten für den Unterhalt des NH-90 so gering wie möglich zu halten. Das Ziel dieses „Common Spares Management“-Projekts ist es, die maximale Einsatzfähigkeit des NH-90 durch die Bündelung von Teilen zu gleichen Kosten zu erreichen. Bis Ende 2016 ist daraus eine vollständige Kooperation geworden. Darüber hinaus untersuchen die Niederlande und Belgien die Möglichkeit, gemeinsam im Logistikzentrum Woensdrecht eine höhere Wartung des Hubschraubers durchzuführen, möglicherweise in Zusammenarbeit mit der Industrie. Es wurde erneut erklärt, dass das Ziel ist, in Zukunft möglicherweise ein Benelux-Hubschrauberkommando zu erreichen. Es wird auch eine Studie über eine kombinierte Einheit für die Ausbildung und das Training von Überlebenstechniken für Flugzeugbesatzungen durchgeführt. Zunächst unter binationalem Kommando, eventuell aber auch unter einem Benelux-Kommando.
- März 2015 – Unterzeichnung eines Vertrags[13] über die gemeinsame Luftraumüberwachung und gemeinsame QRA-Einsätze über Belgien, den Niederlanden und Luxemburg. Dieser Vertrag trat Ende 2016 in Kraft.[14] Gleichzeitig wurde vereinbart, dass niederländische Hubschrauber des Hubschrauberkommandos des Verteidigungsministeriums zur Brandbekämpfung in Belgien eingesetzt werden können.
- September 2015 – Unterzeichnung des Benelux-Abkommens zur Inbetriebnahme der „Patient Transport Unit“ (PTU) durch den Kommandeur des Medizinische Dienstes. Von nun an werden die Benelux-Länder bei medizinischen Evakuierungen auf dem Luftweg zusammenarbeiten und das Personal, das mit dem Modul arbeiten muss, ausbilden und schulen. Obwohl Luxemburg keine Luftwaffe hat, wurde mit Hilfe der belgischen Luftverteidigungskomponente ein Airbus A400M Transportflugzeug angeschafft, welches im Oktober 2020 ausgeliefert wurde.
- Juli 2016 – Bekanntgabe der Beschaffung von zwei Airbus A330 MRTT Tank-/Transportflugzeuge ab 2020 als Ersatz für die zwei niederländischen KDC-10 Tankflugzeuge. Die Bestellung erfolgte gemeinsam mit Luxemburg.[15] Belgien signalisierte, diesem niederländisch-luxemburgischen Tanker-/Transportflugzeug-Pool beizutreten und unterzeichnete 2017 die offizielle Absichtserklärung, dem Kaufprogramm beizutreten und ein Airbus A330 MRTT-Tankertransportflugzeug zu erwerben.[16][17] Im Februar 2018 bestätigte Belgien formell seine Teilnahme an der Kooperation und bestellte einen A330 MRTT. Dieser wird auf dem Flughafen Eindhoven stationiert sein.[18] Aus diesem Projekt entwickelte sich unter Initiative der Europäischen Verteidigungsagentur der Plan zur Aufstellung eines europäischen Tankflugzeug-Verbandes und dazu die Beschaffung über die Gemeinsame Organisation für Rüstungskooperation (OCCAR) von zunächst vier A330 MRTT im Rahmen der NATO. Heute umfasst die hieraus erwachsene Multinational MRTT Unit (MMU) sechs teilnehmende Staaten und einer Bestellung über 9 Airbus A330 MRTT.

## Organisation
Das Hauptquartier der Luftstreitkräfte, als Hoofdkwartier luchtmacht bezeichnet, befindet sich in der in Noord-Brabant gelegenen Stadt Breda. Ihm unterstellt sind vier Kommandos, die bis auf das schon existierende Kommando für die Hubschrauber Anfang der 2020er Jahre aufgestellt wurden:
- Air Combat Command (ACC), Vliegbasis Volkel[19]
- Air Mobility Command (AMC), Vliegbasis Eindhoven[20]
- Defence Helicopter Command (DHC), Vliegbasis Gilze-Rijen
- Air Support Command (ASC)

Nach Schließung der Flugbasen Twente und Soesterberg in den Jahren 2007/2008 unterhalten die Niederlande zurzeit fünf größere Militärflugplätze:
- Vliegbasis Eindhoven, Provinz Noord-Brabant, Haupteinsatzbasis der Transportflieger, 334. und 336. Staffel (Gulfstream, C-130) sowie MMU (A330 MRTT).
- Vliegbasis Gilze-Rijen, Provinz Noord-Brabant, Haupteinsatzbasis der Transport- und Kampfhubschrauber, 298., 300. und 301. Staffel (Cougar, CH-47, AH-64), zu Trainingszwecken wird auch das Militair Luchtvaart Terrein Deelen genutzt.
- Vliegbasis Leeuwarden, Provinz Friesland, Haupteinsatzbasis von Kampfflugzeugen, 322. Staffel (F-35A).[21] Hinzu kommt zukünftig die 306. Staffel, der der Einsatz der MQ-9 Drohnen obliegt. Ob die MQ-9 in Leeuwarden stationiert werden, ist noch offen.[22]
- Vliegbasis Volkel, Provinz Noord-Brabant, Haupteinsatzbasis von Kampfflugzeugen, 312. und 313. Staffel (F-35).
- Vliegbasis Woensdrecht, Provinz Noord-Brabant, Stützpunkt von Trainern.

Ein kleinerer Platz beherbergt die Bordhubschrauber der Marine, die zusammen mit den Luftstreitkräften einem gemeinsamen Kommando unterstehen:
- Marinevliegkamp de Kooy, Provinz Noord-Holland, 860. Staffel (NH90)
- Luitenant-generaal Bestkazerne, Provinz Limburg, der geschlossene ehemalige Ausweichplatz, heute eine Kaserne der Landstreitkräfte, soll reaktiviert werden

Als indirekten Stützpunkt nutzen die Streitkräfte den Schießplatz Vliehors auf der Insel Vlieland. Dies ist das einzige Gelände der niederländischen Streitkräfte, auf dem von Kampfflugzeugen der Angriff auf Bodenziele trainiert werden kann. Die Ausbildung erfolgt in den USA. Die mit AH-64 und einigen wenigen CH-47 ausgerüstete 302. Staffel ist auf der texanischen Robert Gray AAF (Fort Cavazos-Killeen) stationiert und die 308. Fighter Squadron der United States Air Force auf der Luke AFB schult zukünftige F-35 Piloten. Zudem werden auch die Transportflieger in den Vereinigten Staaten ausgebildet.

## Dienstgradabzeichen
Die Dienstgradabzeichen der niederländischen Luftstreitkräfte sind an das NATO-System angepasst und entsprechen in ihrer Bezeichnung ungefähr den deutschen Dienstgradabzeichen. Lediglich beim Dienstgrad des Commodore wird hier die englische Bezeichnung genutzt, während die deutsche Bezeichnung, die aus dem amerikanischen übernommen wurde, der Brigadegeneral ist.
Der höchste Dienstgrad, den ein Soldat in den Luftstreitkräften erreichen kann, ist der des Luitenant-Generaal in der Dienststellung des Commandant Luchtstrijdkrachten, vergleichbar mit dem Inspekteur der Luftwaffe in der Bundeswehr.
| Mannschaften/Unteroffiziere | Mannschaften/Unteroffiziere | Mannschaften/Unteroffiziere | Mannschaften/Unteroffiziere | Mannschaften/Unteroffiziere | Mannschaften/Unteroffiziere | Mannschaften/Unteroffiziere | Mannschaften/Unteroffiziere | Mannschaften/Unteroffiziere |
| --------------------------- | --------------------------- | --------------------------- | --------------------------- | --------------------------- | --------------------------- | --------------------------- | --------------------------- | --------------------------- |
| OR-1                        | OR-2                        | OR-3                        | OR-4                        | OR-5                        | OR-6                        | OR-7                        | OR-8                        | OR-9                        |
|                             |                             |                             |                             |                             |                             |                             |                             |                             |
| Soldaat der 3de klasse      | Soldaat der 2de klasse      | Soldaat der 1ste klasse     | Korporaal                   | Korporaal der 1e klasse     | Sergeant                    | Sergeant der 1e klasse      | Sergeant-Majoor             | Adjudant-Onderofficier      |

| Offiziere | Offiziere        | Offiziere        | Offiziere | Offiziere | Offiziere         | Offiziere | Offiziere | Offiziere       | Offiziere          | Offiziere |
| --------- | ---------------- | ---------------- | --------- | --------- | ----------------- | --------- | --------- | --------------- | ------------------ | --------- |
| OF(D)     | OF-1             | OF-1             | OF-2      | OF-3      | OF-4              | OF-5      | OF-6      | OF-7            | OF-8               | OF-9      |
|           |                  |                  |           |           |                   |           |           |                 |                    |           |
| Vaandrig  | Tweede-Luitenant | Eerste-Luitenant | Kapitein  | Majoor    | Luitenant-Kolonel | Kolonel   | Commodore | Generaal-Majoor | Luitenant-Generaal | Generaal  |

## Aktuelle Ausrüstung
Stand Januar 2023 gemäß Homepage des niederländischen Verteidigungsministeriums

### Flugzeuge
| Luftfahrzeuge                        | Foto           | Herkunft                        | Verwendung                  | Version          | Aktiv          | Bestellt       | Anmerkungen |                |
| Kampfflugzeuge                       | Kampfflugzeuge | Kampfflugzeuge                  | Kampfflugzeuge              | Kampfflugzeuge   | Kampfflugzeuge | Kampfflugzeuge | Kampfflugzeuge | Kampfflugzeuge |
| ------------------------------------ | -------------- | ------------------------------- | --------------------------- | ---------------- | -------------- | -------------- | --- | -------------- |
| Lockheed Martin F-16 Fighting Falcon |                | Niederlande/ Vereinigte Staaten | Mehrzweckkampfflugzeug      | F-16AM           | 24             |                | werden durch F-35 ersetzt; Ursprünglich wurden 213 F16 durch die Niederlande beschafft (177 Einsitzer und 36 Zweisitzer). Die F-16 werden seit 1998 dem Midlife Update (MLU) unterzogen. So erhielten die F-16 MLUs beispielsweise ein neues Radar, 2 multifunktionale Farbbildschirme, neue Computer und Sensoren sowie GPS. Die Lebensdauer erhöht sich hierdurch um 20 Jahre auf dann 40 Jahre. |                |
| Lockheed Martin F-35 Lightning II    |                | Vereinigte Staaten              | Mehrzweckkampfflugzeug      | F-35A            | 34             | 18             | Im September 2013 wurde die Beschaffung von zunächst 37 Flugzeugen bestätigt. Im Jahr 2019 wurden neun weitere Exemplare nachbestellt. Inzwischen wurde die Anzahl der bestellten F-35 auf 52 erhöht. Damit können insgesamt drei Staffeln ausgerüstet werden. |                |
| Transport- und Tankflugzeuge         |                |                                 |                             |                  |                |                | |                |
| Airbus A330 MRTT                     |                | Europa                          | Tank- und Transportflugzeug |                  | 2              |                | Anteil von 2/10 an 10 bestellten Maschinen, von denen 6 durch die Multinational MRTT Unit vom Hauptstandort (Main Operating Base) am Flughafen Eindhoven betrieben werden. Die Auslieferung der letzten drei Maschinen ist für 2024 und 2026 geplant. |                |
| Gulfstream IV                        |                | Vereinigte Staaten              | VIP-Transport               |                  | 1              |                | Ersatz geplant 2022 |                |
| Lockheed C-130 Hercules              |                | Vereinigte Staaten              | Militärischer Transporter   | C-130H C-130H-30 | 2 2            |                | |                |
| Embraer C-390 Millennium             |                | Brasilien                       | Militärischer Transporter   |                  |                |                | 5 Flugzeuge sollen ab 2026 die Lockheed C-130 ersetzen. |                |
| Aufklärungsflugzeuge                 |                |                                 |                             |                  |                |                | |                |
| Dornier 228-212                      |                | Deutschland                     | Luftüberwachungssystem      | 228-212          | 2              |                | Die 2 Flugzeuge werden durch die Küstenwache für Kontroll- und Beobachtungsflüge über der Nordsee eingesetzt und von der Luftwaffe betrieben. |                |
| Schulflugzeuge                       |                |                                 |                             |                  |                |                | |                |
| Pilatus PC-7 „Turbo Trainer“         |                | Schweiz                         | Trainingsflugzeug           |                  | 13             |                | |                |
| Unbemannte Flugzeuge                 |                |                                 |                             |                  |                |                | |                |
| MQ-9 Reaper                          |                | Vereinigte Staaten              | AUV                         | MQ-9             | 4              | 4              | Zu den vier zunächst bestellten MQ-9 wurden weiter 4 Maschinen bestellt. |                |

Im Rahmen des Strategic-Airlift-Capability-Programms werden von den Niederlanden und den anderen Teilnehmerstaaten zudem drei C-17 Globemaster III betrieben, die für den militärischen strategischen Lufttransport genutzt werden können.

### Helikopter-Kommando
Die niederländischen Streitkräfte haben 12 Transporthubschrauber H225M Caracal als Ersatz für die seit 1996 im Dienst befindlichen AS-532U2 Cougar bestellt. Die Maschinen sollen ab 2030 zulaufen und die Umwandlung einer Staffel des Verteidigungshubschrauberkommandos in eine Spezialeinheit (Special Operations Force, SOF) unterstützen. In einem laufenden Verbesserungsprojekt (Stand 6/2023) soll darüber hinaus die Einsatzdauer der zwölf Cougars bis 2030 verlängert werden.
| Luftfahrzeuge               | Foto | Herkunft           | Verwendung                     | Version                         | Aktiv | Bestellt | Anmerkungen |
| --------------------------- | ---- | ------------------ | ------------------------------ | ------------------------------- | ----- | -------- | --- |
| Aérospatiale AS532U2 Cougar |      | Frankreich         | Transporthubschrauber          | Aérospatiale AS532U2 Cougar Mk2 | 12    |          | Special Operations Air Support |
| H225M Caracal               |      | Frankreich         | Transporthubschrauber          | Airbus Helicopters H225M        |       | 12       | Special Operations Air Support; Ersatz für die AS532U2 Cougar; Lieferung für 2030–2032 geplant |
| Boeing AH-64 Apache         |      | Vereinigte Staaten | Kampfhubschrauber              | AH-64D                          | 28    |          | Die gesamte Apache-Kampfhubschrauberflotte wird von 2020 bis 2025 dem sogenannten Apache Remanufacture-Programm unterzogen und auf den neuen Standard AH-64E gebracht. |
| Boeing CH-47 Chinook        |      | Vereinigte Staaten | Schwerer Transporthubschrauber | CH-47F                          | 20    |          | Bis 2021 wurden alle CH47 auf den Stand CH-47F modernisiert. Sie erhielten eine digitale, automatische Flugsteuerung, ein voll-integriertes Common Avionics Architecture System (CAAS) Glascockpit und fortschrittliche Frachtabfertigungsfähigkeiten, wodurch sie dem aktuellen Stand, welcher auch durch die US Army genutzt wird, entsprechen. |
| NHIndustries NH90           |      | Europäische Union  | Bordhubschrauber               | NH90 NFH                        | 19    |          | Acht Maschinen werden von der 300. Squadron der Luftstreitkräfte betrieben und zwölf von der 860. Squadron der Marine |
| Eurocopter Dauphin 2        |      | Frankreich         | Search and rescue              |                                 | 3     |          | Werden von der Noordzee Helikopters Vlaanderen im Auftrag der Küstenwache betrieben. |